# Psophodes
A Psophodes a madarak osztályának verébalakúak (Passeriformes)  rendjébe és a Psophodidae családjába tartozó nem.

## Rendszerezése
Nicholas Aylward Vigors és Thomas Horsfield írta le 1827-ben, jelenleg 4 vagy 5 fajt sorolnak ide:
- keleti ostormadár (Psophodes olivaceus)[1][2]
- nyugati ostormadár (Psophodes nigrogularis)[1]
- Psophodes leucogaster[3]  vagy Psophodes nigrogularis leucogaster[1]
- csattogó madár (Psophodes cristatus)[1]
- Psophodes occidentalis[1]